# Axiomes d'Eilenberg-Steenrod
En mathématiques, les axiomes d'Eilenberg-Steenrod sont un ensemble de propriétés partagées par plusieurs théories de l'homologie, et qui permettent en retour de déduire des résultats valides pour toutes telles théories comme la suite de Mayer-Vietoris. Ils ont été proposés à partir de 1945 (mais publiés pour la première fois en 1952) par les mathématiciens Samuel Eilenberg et Norman Steenrod,, sur le modèle notamment de l'homologie singulière. Initialement au nombre de sept, le jeu d'axiomes a pu être réduit à quatre.  
Il est parfois intéressant d'ignorer le quatrième axiome, appelé parfois « axiome de dimension » : on parle alors d'homologie généralisée ou extraordinaire. À la manière des géométries non-euclidiennes, obtenues en retirant l'axiome des parallèles en géométrie, les théories homologiques extraordinaires sont cohérentes. Un exemple important est la théorie du cobordisme.  
Les axiomes d'Eilenberg-Steenrod sont exprimés dans le langage des catégories ; le besoin de ce langage et de l'axiomatisation est justifié par Eilenberg et Steenrod en rappelant que la construction concrète et explicite d'une théorie de l'homologie est un travail minutieux et que les différentes théories s'appuient sur des intuitions très différentes. Cette complexité et cette diversité masquent la structure « universelle » sous-jacente ; près d'un siècle de tentatives les précèdent pour essayer d'axiomatiser l'homologie. En cela les axiomes d'Eilenberg-Steenrod concluent les efforts de plusieurs topologues, notamment Mayer, Tucker, Cartan et Leray.

## Axiomes
Une théorie de l'homologie sur la catégorie des (paires d') espaces topologiques est une suite de foncteurs et de transformations naturelles
{\displaystyle {\begin{aligned}h_{n}&:{}{\mathsf {Top}}_{2}\to {\mathsf {Ab}}\\\partial _{n}&:{}h_{n}(X,A)\to h_{n-1}(A,\emptyset )\end{aligned}}}
où Ab est la catégorie des groupes abéliens, pour tout entier relatif n, qui satisfait les propriétés suivantes  : 
- Transport de l'homotopie : si les applications {\displaystyle f_{0},f_{1}:(X,A)\to (Y,B)} sont homotopes, alors les applications induites en homologie sont égales: {\displaystyle f_{0*}=f_{1*}:h_{n}(X,A)\to h_{n}(Y,B)} à tous les degrés n ;
- Transport de l'excision : les excisions induisent des isomorphismes en homologie ;
- Exactitude : pour toute paire d'espaces topologiques, la suite {\displaystyle \cdots \to h_{q+1}(X,A){\xrightarrow {\delta }}h_{q}(A,\emptyset )\to h_{q}(X,\emptyset )\to h_{q}(X,A){\xrightarrow {\delta }}\cdots } est exacte. Les morphismes intermédiaires sont induits respectivement par les inclusions {\displaystyle X\to A} et {\displaystyle X\to (X,A)}.
- Dimension : le groupe {\displaystyle h_{n}(\ast )} est non trivial uniquement pour {\displaystyle n=0}, où {\displaystyle *} désigne l'espace constitué d'un unique point.

On a mentionné que certaines théories satisfont tous ces axiomes à l'exception du dernier, il existe également des axiomes supplémentaires, introduits notamment pour faciliter les démonstrations : 
- Axiome de Milnor[7] :  si {\displaystyle \{X_{i}\}_{i\in I}} est une collection d'espaces alors l'application induite par les injections dans l'union disjointe, {\displaystyle \alpha :\bigoplus _{i\in I}h_{n}(X_{i})\to h_{n}\left(\coprod _{i\in I}X_{i}\right)}, est un isomorphisme pour tout n.

En modifiant minimalement ces axiomes, c'est-à-dire en remplaçant de façon appropriée chaque notion par sa notion duale, on obtient de une définition d'une théorie de cohomologie. Les foncteurs de ces théories sont représentables par des espaces d'Eilenberg-MacLane.

## Conséquences
Un certain nombre de résultats peuvent être tirés directement des axiomes :
- Si l'on fixe que {\displaystyle h_{0}(*)=\mathbb {Z} } alors les axiomes caractérisent de façon univalente la théorie de l'homologie singulière.
- Les axiomes suffisent à calculer l'homologie d'un espace contractile, des sphères.
- Les axiomes suffisent à obtenir la suite de Mayer-Vietoris[8]. En particulier, la démonstration n'implique pas l'axiome de dimension[9] et le résultat s'étend donc aux théories généralisées.

## Exemple
Le disque unité {\displaystyle D^{n}} de {\displaystyle \mathbb {R} ^{n}} est homotope à un point, donc par l'axiome de transport d'homotopie, {\displaystyle h_{q}(D^{n})=h_{q}(*)} qui est non nul si et seulement si {\displaystyle q=0} par l'axiome de dimension.